# Qatar Athletic Super Grand Prix 2017
Qatar Athletic Super Grand Prix 2017 – mityng lekkoatletyczny, który odbył się 5 maja w stolicy Kataru – Dosze. Zawody były pierwszą odsłoną prestiżowej Diamentowej Ligi w sezonie 2017.

## Rezultaty

### Mężczyźni
| Konkurencja:               | 1. miejsce         | Rezultat    | 2. miejsce      | Rezultat   | 3. miejsce          | Rezultat |
| Bieg na 100 m              | Akani Simbine      | 9,99        | Asafa Powell    | 10,08      | Femi Ogunode        | 10,13    |
| Bieg na 400 m              | Steven Gardiner    | 44,60       | LaShawn Merritt | 44,78      | Tony McQuay         | 44,92    |
| Bieg na 1500 m             | Elijah Manangoi    | 3:31,90 WL  | Silas Kiplagat  | 3:32,23    | Bethwell Birgen     | 3:32,27  |
| Bieg na 3000 m             | Ronald Kwemoi      | 7:28,73 WL  | Paul Chelimo    | 7:31,57 PB | Yomif Kejelcha      | 7:32,27  |
| Bieg na 400 m przez płotki | Abderrahaman Samba | 48,44       | Kerron Clement  | 49,40      | Louis Jacob van Zyl | 49,49    |
| Skok wzwyż                 | Mutazz Isa Barszim | 2,36 WL     | Robert Grabarz  | 2,31       | Donald Thomas       | 2,29     |
| Trójskok                   | Christian Taylor   | 17,25       | Omar Craddock   | 17,08      | Alexis Copello      | 16,81    |
| Rzut oszczepem             | Thomas Röhler      | 93,90 WL NR | Johannes Vetter | 89,68      | Jakub Vadlejch      | 87,91    |

### Kobiety
| Konkurencja:                  | 1. miejsce          | Rezultat   | 2. miejsce         | Rezultat   | 3. miejsce         | Rezultat |
| Bieg na 200 m                 | Elaine Thompson     | 22,19      | Dafne Schippers    | 22,45      | Marie Josée Ta Lou | 22,77    |
| Bieg na 800 m                 | Caster Semenya      | 1:56,61 WL | Margaret Wambui    | 1:57,03    | Eunice Sum         | 1:58,76  |
| Bieg na 3000 m z przeszkodami | Hyvin Jepkemoi      | 9:00,12 WL | Beatrice Chepkoech | 9:01,57 PB | Ruth Jebet         | 9:01,99  |
| Bieg na 100 m przez płotki    | Kendra Harrison     | 12,59      | Cindy Roleder      | 12,90      | Sharika Nelvis     | 12,91    |
| Skok o tyczce                 | Ekaterini Stefanidi | 4,80       | Sandi Morris       | 4,75       | Yarisley Silva     | 4,65     |
| Pchnięcie kulą                | Michelle Carter     | 19,32      | Anita Márton       | 18,99      | Alona Dubicka      | 18,90    |

## Rekordy
Podczas mityngu ustanowiono 4 krajowe rekordy w kategorii seniorów:
| Zawodnik              | Reprezentacja | Konkurencja                        | Rezultat |
| --------------------- | ------------- | ---------------------------------- | -------- |
| Thomas Röhler         | Niemcy        | rzut oszczepem                     | 93,90    |
| Gesa Felicitas Krause | Niemcy        | bieg na 3000 metrów z przeszkodami | 9:15,70  |
| Aisha Praught Leer    | Jamajka       | bieg na 3000 metrów z przeszkodami | 9:19,29  |
| Noora Salem Jasim     | Bahrajn       | pchnięcie kulą                     | 17,69    |

oraz jeden rekord świata juniorów:
| Zawodnik           | Reprezentacja | Konkurencja                        | Rezultat |
| ------------------ | ------------- | ---------------------------------- | -------- |
| Celliphine Chespol | Kenia         | bieg na 3000 metrów z przeszkodami | 9:05,70  |